# Památník Jaroslava Ježka – Modrý pokoj
Památník Jaroslava Ježka – Modrý pokoj je expozice věnovaná památce hudebního skladatele Jaroslava Ježka. Nachází se v místnosti domu, kde skladatel žil a tvořil, v Kaprově ulici 10 (čp. 45) v Praze 1–Starém Městě.

## Zařízení a vybavení pokoje

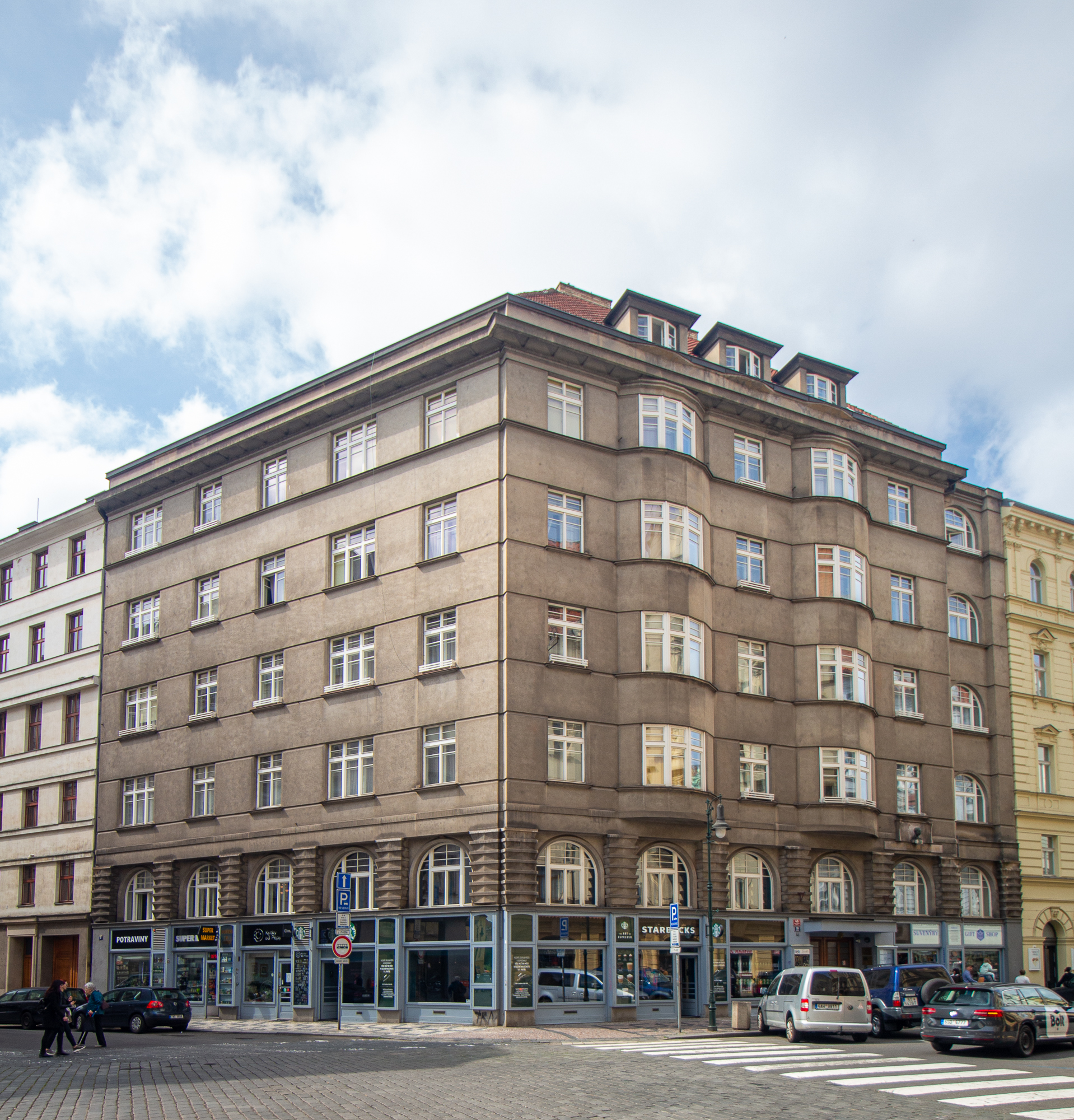
Modrý pokoj – pohled od vstupních dveří (2015)

V roce 1921 se přestěhovala rodina Jaroslava Ježka do družstevního domu v Kaprově ulici, kde v prvním patře získali dvoupokojový byt.

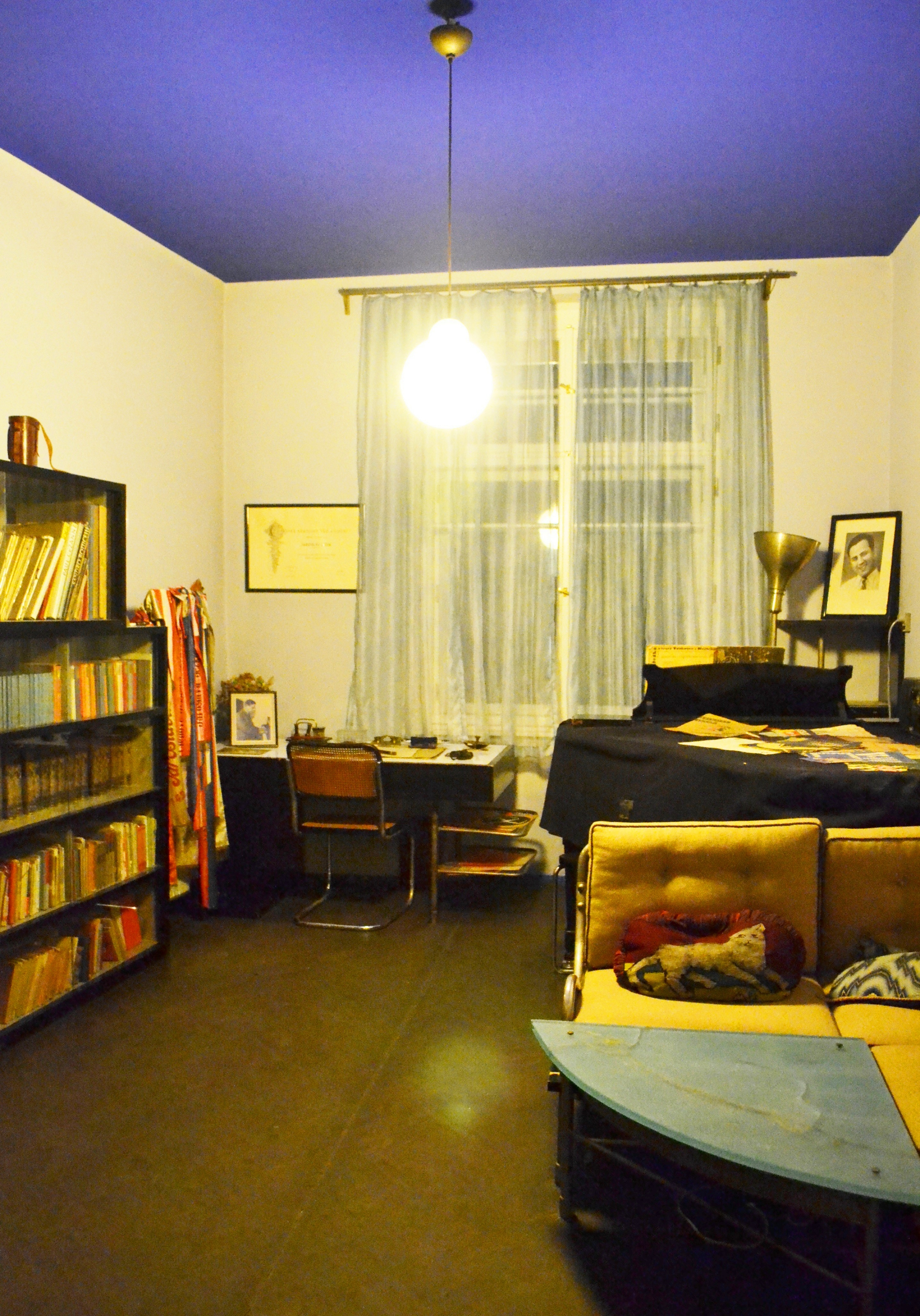
Modrý pokoj – pohled od vstupních dveří (2015)

Po smrti otce Adolfa (8. června 1881 – 3. července 1926) a poté, co se sestra Jaroslava Ježka Jarmila (provd. Strnadová, 11. ledna 1908 – 5. dubna 1982) vdala a odstěhovala na Žižkov, zakoupil si Ježek klavír Steinway a zařídil si jeden z pokojů dle vlastního vkusu.
Interiér pokoje ve stylu funkcionalismu, včetně moderního nábytku z černě mořeného dřeva, který byl jednoduchý, ale elegantní, navrhl Ježkův přítel a spolupracovník z Osvobozeného divadla, architekt František Zelenka. Po vstupu do pokoje se na pravé straně nacházela nízká pohovka s kovovou kostrou a světle hnědými polštáři, lomená v pravém úhlu, s delší stranou podél zdi. Před pohovkou byl umístěn nízký stolek s kovovýma nohama a skleněnou deskou. Pod deskou byly nainstalovány malé žárovky, které po stisku páčky osvětlovaly zespodu skleněnou deskou zeleným světlem.
Klavír, pokrytý suknem, byl umístěn za pohovkou směrem k oknu v pravé části pokoje (záclony na oknech byly ze světle modré síťoviny) a v rohu pokoje za klavírem stál také několikadílný stojan na noty. Ve druhém koutě u okna byl psací stůl s bílou opalinovou deskou.
U zdi na pravé straně od klavíru byla umístěna knihovna, na níž byla osvětlovací koule z mléčného skla, měnící barvy, mezi knihovnou a psacím stolem pak stál kovový stojan s horním osvětlením. Za knihovnou v rohu na pravé straně od vstupních dveří byla kachlová kamna.
Vedle dveří se po vstupu do místnosti na levé straně nacházela skříň („sekretář“), prosklená v horní části, dole upravená na gramofonové desky a časopisy. Likérová skříňka („bar“), umístěná v pravé střední části skříně byla uvnitř v zadní části a z vnitřní strany dvířek vyložená zrcadlem. Po otevření dvířek skříňky do boku se rozsvítilo uvnitř žluté světlo.
Na podlaze pokoje se nacházelo linoleum hnědé barvy, osvětlení pokoje bylo elektrickou lampou tvaru koule a stěny pokoje byly natřeny modrou barvou. Na zdech byla barva světlejší, na stropě a na horním pásu zdi tmavě modrá. Na zdech nebyly žádné obrazy. Visely zde pouze housle celé slepené ze zápalek.

## Pokoj po Ježkově odchodu
Ježek odešel do emigrace 9. ledna 1939 spolu s Janem Werichem. Odletěli přes Curych do Paříže a následně odjeli lodí Aquitania do New Yorku.
Modrý pokoj udržovala Ježkova maminka Františka (2. ledna 1880 – 3. ledna 1966) po celou dobu války v nezměněném stavu a čekala, až se Ježek vrátí. Ježek však v emigraci dne 1. ledna 1942 zemřel. Urna s jeho popelem byla po válce převezena do Evropy a v Kaprově ulici č. 10, v Ježkově Modrém pokoji, byla umístěna na desce psacího stolu až do 5. ledna 1947, kdy po smutečním aktu v Domě umělců byly jeho ostatky uloženy do pomníčku nad urnou Ježkova otce na Olšanských hřbitovech .

## Citát
| „                   | Pokoj působil jednoduchou elegancí a moderním, poněkud strohým vkusem Františka Zelenky. Ježek, který pudově prahl po světle, opatřil si několik jeho zdrojů. Kromě toho se obklopil modrou barvou. Dávalo mu to silné emoce visuální, které se u něho zřídka jinak mohly dostavit. | “ |
| — Václav Holzknecht | |   |

## Současný stav pokoje

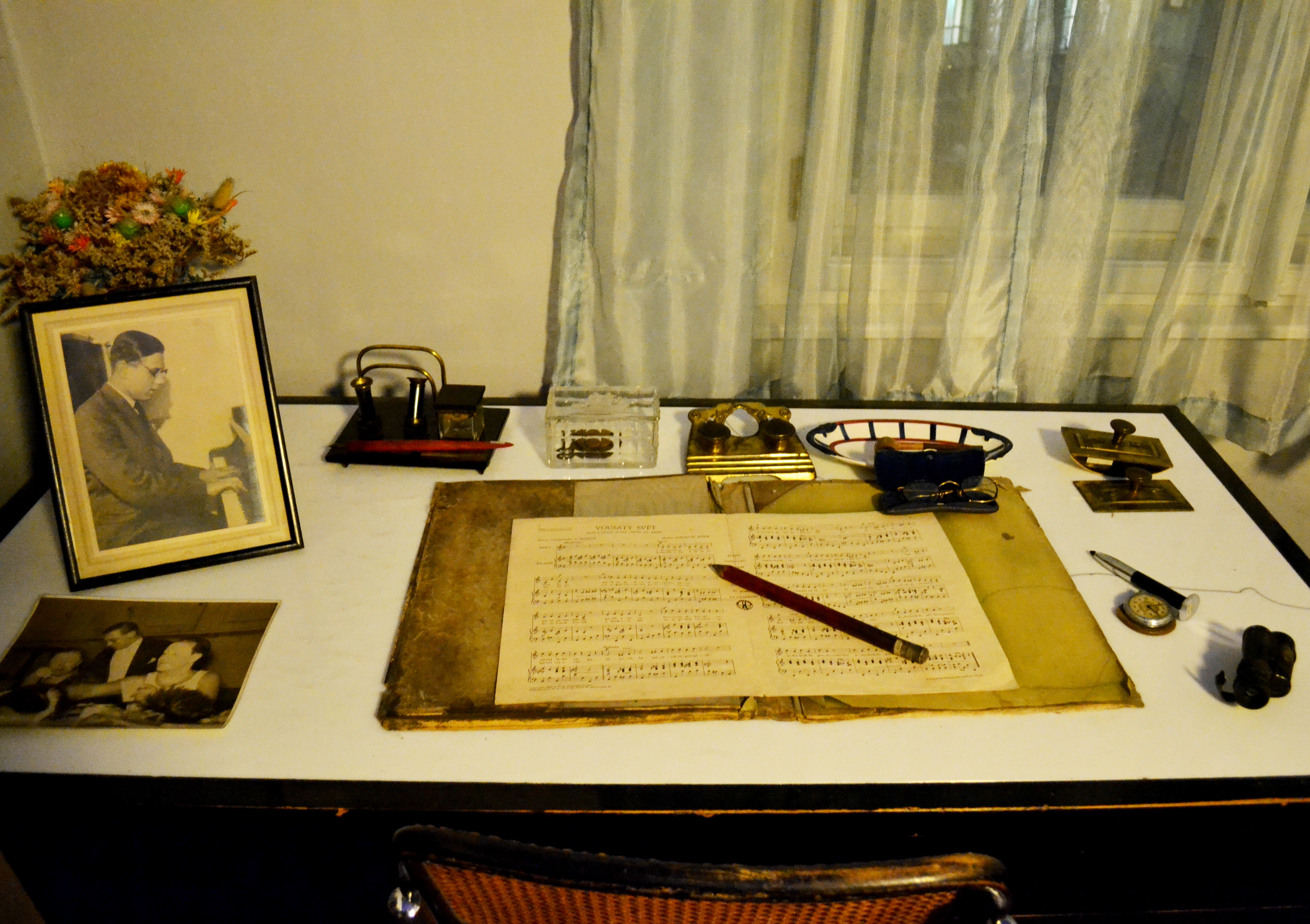
Modrý pokoj – psací stůl (2015))

V roce 1983 získalo Muzeum české hudby Ježkovu pozůstalost včetně vybavení pracovny .
Expozice je odborně spravována Hudebně historickým oddělením Národního muzea – Českého muzea hudby.
Modrý pokoj je v soukromém bytě, avšak je veřejnosti přístupný s průvodcem jeden den v týdnu – každé úterý odpoledne .
Pokoj a jeho vybavení jsou správcem pečlivě udržovány, rozmístění původního nábytku v pokoji je shodné, jaké bylo za Ježkova života, což dokládají dobové fotografie. V pokoji se nacházejí rovněž některé osobní věci Jaroslava Ježka, např. dalekohled, divadelní kukátko, brýle a psací souprava. V knihovně jsou původní knihy, na knihovně jsou umístěny hodiny a soška Bedřicha Smetany. Na zdi visí housle vyrobené ze sirek, které zde bývaly již za Ježkova života.

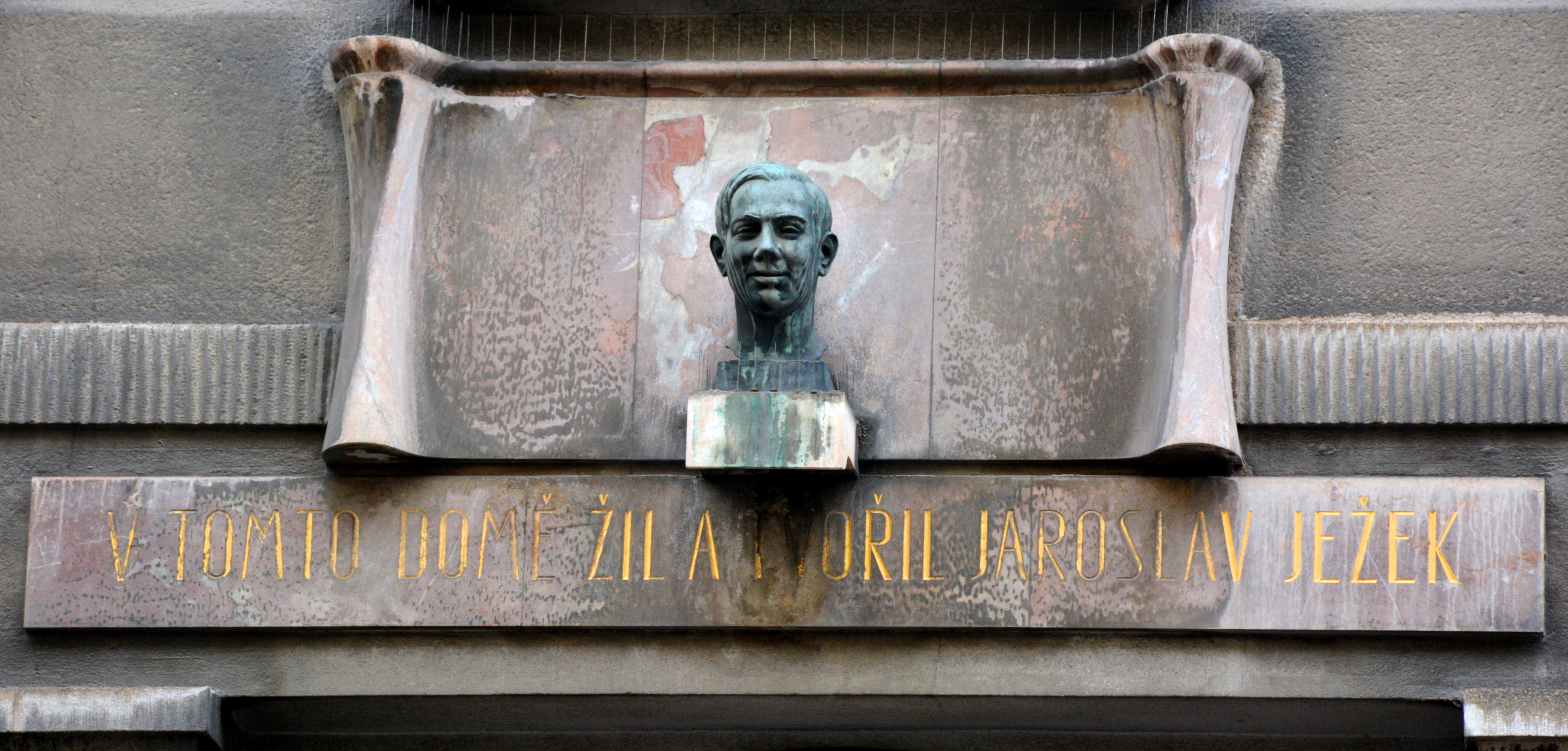
Busta a pamětní deska na domě v Kaprově ulici 10 v Praze 1, kde se nachází Ježkův Modrý pokoj.

Na domě je Ježkova busta na červeném mramoru od sochaře prof. Václava Vokálka z roku 1957 a pamětní deska s nápisem: „V tomto domě žil a tvořil Jaroslav Ježek“.

## Další bytový design Františka Zelenky
Kromě „Modrého pokoje“ pro Jaroslava Ježka navrhl František Zelenka také interiéry a nábytek (zvláště funkcionalistické pánské skříně a likérové skříně) pro řadu tehdejších osobností kultury . Jednalo se zvláště o Zelenkovy přátele a spolupracovníky ještě z dob působení v pražské Legii malých – takto navrhl např. pracovnu pro režiséra Hanuše Theina, knihovnu pro překladatele E. A. Saudka a nábytek pro režiséra Františka Salzera.